# Remo nos Jogos Pan-Americanos de 2015 - Quatro sem peso leve masculino
A competição do quatro sem peso leve masculino foi um dos eventos do remo nos Jogos Pan-Americanos de 2015. Foi disputada no Royal Canadian Henley Rowing Course em St. Catharines, nos dias 12 e 15 de julho.

## Calendário
Horário local (UTC-4).
| Data        | Horário | Fase          |
| ----------- | ------- | ------------- |
| 12 de julho | 9:05    | Eliminatórias |
| 12 de julho | 14:05   | Repescagem    |
| 15 de julho | 9:35    | Final         |

## Medalhistas
|  | CAN Canadá                                               |  | USA Estados Unidos                                           |  | CHI Chile                                                           |
|  | Maxwell Lattimer Brendan Hodge Nicolas Pratt Eric Woelfl |  | Robin Prendes Peter Gibson Andrew Weiland Matthew O'Donoghue |  | Andres Oyarzun Luis Saumann Salas Felipe Cardenas Bernardo Guerrero |

## Resultados

### Eliminatórias
Bateria 1
| Pos. | Remador                                                                                    | Nacionalidade | Tempo   | Notas |
| ---- | ------------------------------------------------------------------------------------------ | ------------- | ------- | ----- |
| 1    | Alejandro Colomino Nicolai Fernandez Carlo Lauro Pablo Aguirre                             | ARG Argentina | 6:02.74 | F     |
| 2    | Maximo Arango Liosmel Ramos Liosbel Hernandez Raúl Hernández                               | CUB Cuba      | 6:17.95 | R     |
| 3    | Klaus Rasmussen Hugo Carpio Jose Arriaga Omar Lopez                                        | MEX México    | 6:23.58 | R     |
| 4    | Thiago Almeida Renato Cesar Cataldo Felizardo David Faria De Souza Guilherme Ricardo Gomes | BRA Brasil    | 6:28.14 | R     |

Bateria 2
| Pos. | Remador                                                             | Nacionalidade      | Tempo   | Notas |
| ---- | ------------------------------------------------------------------- | ------------------ | ------- | ----- |
| 1    | Robin Prendes Peter Gibson Andrew Weiland Matthew O'Donoghue        | USA Estados Unidos | 6:00.25 | F     |
| 2    | Maxwell Lattimer Brendan Hodge Nicolas Pratt Eric Woelfl            | CAN Canadá         | 6:09.58 | R     |
| 3    | Andres Oyarzun Luis Saumann Salas Felipe Cardenas Bernardo Guerrero | CHI Chile          | 6:44.22 | R     |

### Repescagem
| Pos. | Remador                                                                                    | Nacionalidade         | Tempo   | Nota |
| ---- | ------------------------------------------------------------------------------------------ | --------------------- | ------- | ---- |
| 1    | Maxwell Lattimer Brendan Hodge Nicolas Pratt Eric Woelfl                                   | CAN Canadá            | 6:29.10 | F    |
| 2    | Klaus Rasmussen Hugo Carpio Jose Arriaga Omar Lopez                                        | Predefinição:FlagDEPA | 6:35.77 | F    |
| 3    | Andres Oyarzun Luis Saumann Salas Felipe Cardenas Bernardo Guerrero                        | Predefinição:FlagDEPA | 6:41.74 | F    |
| 4    | Maximo Arango Liosmel Ramos Liosbel Hernandez Raúl Hernández                               | Predefinição:FlagDEPA | 6:54.23 | F    |
| 5    | Thiago Almeida Renato Cesar Cataldo Felizardo David Faria De Souza Guilherme Ricardo Gomes | Predefinição:FlagDEPA | 7:00.67 |      |

### Final
| Pos.              | Remador                                                             | Nacionalidade      | Tempo   | Notas |
| ----------------- | ------------------------------------------------------------------- | ------------------ | ------- | ----- |
| Medalha de ouro   | Maxwell Lattimer Brendan Hodge Nicolas Pratt Eric Woelfl            | CAN Canadá         | 6:42.40 |       |
| Medalha de prata  | Robin Prendes Peter Gibson Andrew Weiland Matthew O'Donoghue        | USA Estados Unidos | 6:46.56 |       |
| Medalha de bronze | Andres Oyarzun Luis Saumann Salas Felipe Cardenas Bernardo Guerrero | CHI Chile          | 6:47.89 |       |
| 4                 | Alejandro Colomino Nicolai Fernandez Carlo Lauro Pablo Aguirre      | ARG Argentina      | 6:56.27 |       |
| 5                 | Klaus Rasmussen Hugo Carpio Jose Arriaga Omar Lopez                 | MEX México         | 6:58.32 |       |